# Greg Ham
Gregory Norman Ham (Melbourne, 27 settembre 1953 – Melbourne, 19 aprile 2012) è stato un musicista e compositore australiano, noto per essere stato membro della band Men at Work.

## Biografia
Ham si unì ai Men At Work nel 1979. Nella band svolse il ruolo di polistrumentista, suonando le tastiere, il sassofono e il flauto, oltreché cimentarsi occasionalmente alla voce. Il gruppo ottenne successo in Australia grazie ai singoli Who Can It Be Now? e Down Under prima di esplodere a livello internazionale con l'album di debutto Business as Usual, che conquistò il primo posto in America e Gran Bretagna. Dopo l'esperienza con i Men At Work, fece parte di una band R&B chiamata Relax with Max, aprendo i concerti australiani di Kylie Minogue, James Brown e Bo Diddley. È stato trovato morto nella sua casa di Melbourne all'età di 58 anni.

## Discografia

### Con i Men at Work

#### Album in studio
- 1981 - Business as Usual
- 1983 - Cargo
- 1985 - Two Hearts

#### Live
- 1998 - Brazil